# Mauricio Baldivieso
Mauricio Baldivieso (ur. 22 lipca 1996) – boliwijski piłkarz, grający na pozycji środkowego pomocnika.

## Kariera klubowa
Wychowanek klubu Club Aurora. Jest najmłodszym piłkarzem w historii piłki nożnej, który zadebiutował w najwyżej klasie rozgrywkowej – w meczu z La Paz FC wszedł na boisko w 81 minucie, mając wtedy niecałe 13 lat. Trenerem Aurory był wówczas jego ojciec, Julio César Baldivieso.